# Marketingový mix 4C
Marketingový mix 4C představuje marketingový mix z pohledu zákazníka. Oproti tomu marketingový mix 4P je mixem z pohledu firmy. Autorem tohoto pojmu je Robert F. Lauterborn.[zdroj?]
Jednotlivé nástroje mixu 4C jsou:

•	Customer Value – Hodnota pro zákazníka
•	Communication – Komunikace
•	Convenience – Pohodlí
•	Cost – Náklad pro zákazníka

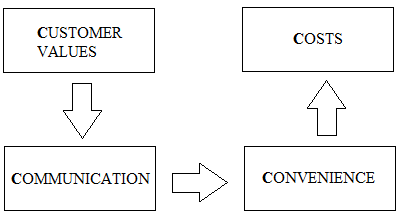
Marketingový mix 4C

Při bližším pohledu na mix 4C zjistíme, že posloupnost dějů dává logický obraz toho, jak s ním pracovat.
a)	tvorba zákaznické hodnoty
b)	komunikace na trhu o povaze této hodnoty
c)	předání hodnoty
d)	realizace směny.

## Customer Value
Zákazník se denně setkává s velmi širokou nabídkou produktů, které uspokojují určitou potřebu. Zákazník si mezi těmito produkty vybírá ten, který mu přinese největší hodnotu. Hodnota pro zákazníka představuje rozdíl mezi náklady na jeho získání a hodnotou plynoucí z vlastnictví a užívání produktu. Pokud jsou zákazníkova očekávání naplněna, je zákazník spokojen, v opačném případě je zákazník nespokojen.

## Communication
Komunikace patří mezi velmi významný prvek, protože jeho chybné provedení může poškodit i skvělé výsledky podniku. Komunikace v mixu 4P představovala popis produktu, oproti tomu komunikace v mixu 4C představuje to, že by měl podnik se zákazníkem komunikovat, a tak zjistit jeho potřeby užitku a specifikovat podobu jeho uspokojení.
Zákazníci hodně vnímají a velmi na tom záleží jejich celková spokojenost, jak se s nimi jedná a jaké informace jim jsou poskytovány.
Empiricky je prokázáno, že spokojený zákazník informuje o svém spokojení další tři osoby, kdežto nespokojený zákazník sdělí své nespokojení minimálně dalším deseti lidem.

## Convenience
Anglický pojem convenience v českém jazyce znamená pohodlí, komfort ale také výhodu nebo příležitost. Všechna tato slova mají společného jmenovatele v tom, že tento nástroj by měl zákazníkovi poskytnout vhodné podmínky pro využití produktu, odstranit všechny bariéry a obtíže při jeho získávání. P (place) z mixu 4P říká, jak a kde může zákazník produkt získat, zatímco C (convenience) určuje okolnosti, kulturu a okolí místa, kde zákazník produkt získává.

## Cost
Poslední čtvrté C v mixu představuje náklady ne z pohledu podniku, ale z pohledu nákladů, která vzniknou zákazníkovi pořízením produktu. Do těchto nákladů zahrnujeme také provozní náklady a dopravní náklady. Zákazník se rozhoduje jaké náklady je schopen a ochoten dát za získání produktu.